# Gerszon Sirota
Gerszon Sirota (Гершон-Ицхок Сирота; ur. 1874 w Hajsynie, zm. 1943 w Warszawie) – światowej sławy chazan, wykonawca żydowskiej muzyki wokalnej, tenor dramatyczny, w latach 1908–1927 nadkantor Wielkiej Synagogi w Warszawie.

## Życiorys
Wychował się w ortodoksyjnej rodzinie żydowskiej w Odessie. W 1896 roku zaczął śpiewać w Starej Synagodze w Wilnie. Sławę przyniosły mu liczne koncerty muzyki żydowskiej, szczególnie ten zorganizowany w 1903 roku przez wileńską gminę żydowską na część przebywającego z wizytą w mieście Theodora Herzla. W 1908 roku został głównym kantorem Wielkiej Synagogi w Warszawie.
W 1912 roku odbył tournée po Stanach Zjednoczonych. Występował również na deskach oper wielu europejskich miast z repertuarem religijnym, a także świeckim. W 1927 roku zrezygnował z funkcji kantora Wielkiej Synagogi i zajął się koncertowaniem poza granicami Polski. Nazywany „żydowskim Carusem”, był tenorem dramatycznym, a równocześnie znakomicie opanował technikę koloraturowego śpiewu. Jego głos utrwalono na wielu płytach gramofonowych (dziś nagrania dostępne są także w internecie).
W 1939 roku powrócił do Warszawy, gdzie zastała go II wojna światowa. Od 1940 roku przebywał w getcie warszawskim, gdzie od 1941 roku w Wielkiej Synagodze dawał liczne koncerty muzyki religijnej.
Zginął spalony wraz z rodziną w bunkrze przy ulicy Wołyńskiej 6 podczas powstania w getcie. Jego żona zmarła naturalną śmiercią miesiąc wcześniej.

## Inne
Wykonał partie wokalne (pieśni religijne) w przedwojennym filmie Dybuk w reżyserii Michała Waszyńskiego.